# Anschlag bei Eli am 20. Juni 2023

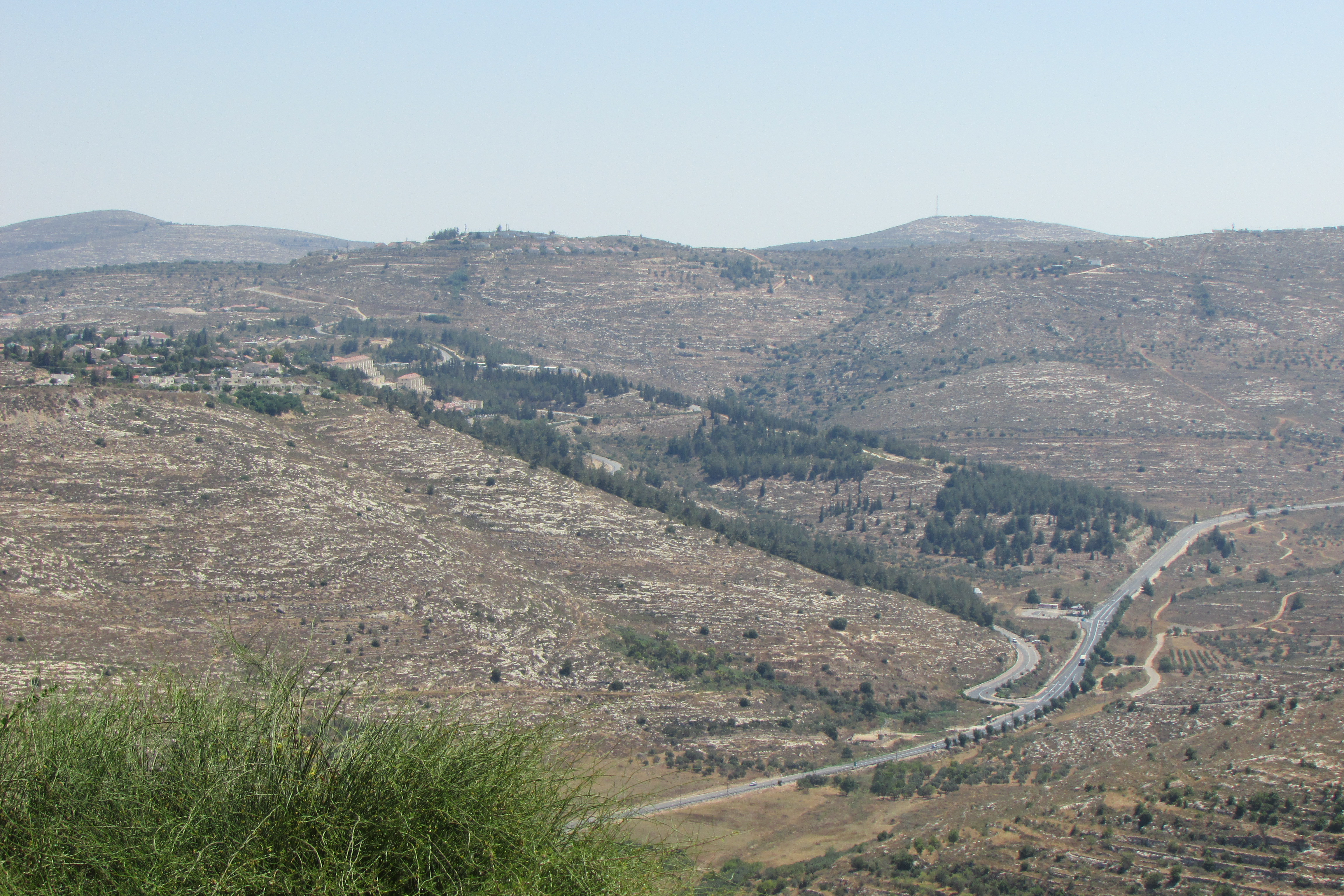
Ort des Anschlags; das Tankstellenareal befindet sich unten rechts im Bild.

Der Anschlag bei Eli ereignete sich am 20. Juni 2023 im israelisch besetzten Westjordanland. Zwei palästinensische Hamas-Angehörige verübten einen Schusswaffenangriff auf eine Tankstelle und ein angrenzendes Hummus-Restaurant, wobei vier Israelis getötet und vier weitere verletzt wurden. Einer der Angreifer wurde noch am Tatort von einem Zivilisten erschossen, während der zweite Täter nach rund zweistündiger Flucht von Spezialkräften in Tubas getötet worden war. 

## Ablauf des Anschlags
Am Nachmittag des 20. Juni 2023 kamen die beiden palästinensischen Schützen mit einem Auto zur Tankstelle und eröffneten zunächst das Feuer mit Sturmgewehren auf die Gäste des benachbarten Restaurants „Hummus Eliyahu“, ehe sie auf Menschen an der Tankstelle selbst schossen. Einer der Angreifer wurde von einem Mitglied der zivilen Bereitschaftseinheit von Eli erschossen, welcher jedoch selbst angeschossen und verletzt wurde. Der zweite Täter floh mit einem gestohlenen Fahrzeug vom Tatort, welches später mit einem Sturmgewehr im Inneren von Angehörigen des Inlandsgeheimdienstes Schin Bet und der Antiterroreinheit JAMAM aufgefunden werden konnte. Der flüchtige Täter wurde rund zwei Stunden nach Angriffsbeginn in einem Taxi in Tubas entdeckt und bei einem Fluchtversuch von Spezialkräften erschossen. Nach dem Angriff wurde in Eli für rund anderthalb Stunden Infiltrationsalarm ausgelöst. Das Militär befahl den Bewohnern der Gemeinde, in ihren Häusern zu bleiben und ihre Türen und Fenster zu verschließen, während die Truppen das Gebiet durchsuchten. In dem Auto, mit dem die Angreifer an der Tankstelle angekommen waren, wurden mehrere Messer gefunden. Nach Angaben des Rettungsdienstes MDA wurden am Tatort acht Israelis behandelt. Vier wurden noch am Tatort für tot erklärt und vier weitere in israelische Krankenhäuser gebracht. Bis am Abend desselben Tages wurden die Identitäten der Toten bekanntgegeben. Es handelte sich um einen 64-jährigen Mann aus Eli, einen 21-jährigen Mann aus Yad Binyamin, sowie zwei 17-jährige Jugendliche aus Eli bzw. Ahiya. Bei den Angreifern handelte es sich um Männer im Alter von 24 und 26 Jahren aus Urif im nördlichen Westjordanland.

## Reaktionen
Die Hamas bestätigte, dass es sich bei den Angreifern um Mitglieder ihrer Organisation gehandelt habe. Die Schießerei sei eine Reaktion auf einen israelischen Militärangriff in Dschenin am Vortag gewesen, bei dem sieben Palästinenser getötet worden waren. Der israelische Ministerpräsident Benjamin Netanjahu verkündete sein Beileid für die Hinterbliebenen der Opfer, während rechte Politiker, darunter Sicherheitsminister Itamar Ben-Gvir, eine Militäroperation im nördlichen Westjordanland forderten, um der Welle palästinensischer Angriffe entgegenzuwirken. In Folge des Angriffs bei Eli kam es zu Übergriffen und Ausschreitungen israelischer Siedler gegen nahe gelegene palästinensische Städte und Dörfer.